# シュトルレンドルフ
シュトルレンドルフ (ドイツ語: Strullendorf) は、ドイツ連邦共和国バイエルン州オーバーフランケン行政管区のバンベルク郡に属する町村（以下、本項では便宜上「町」と記述する）。

## 地理

### 位置
シュトルレンドルフは、ハウプツモールヴァルト周縁部一部をなす美しい谷間に位置する。ハウプツモールヴァルトはバンベルクまで広がる森で、その一部は駐留アメリカ軍の軍事演習場ともなっている。
シュトルレンドルフのとりわけ美しい場所は、菩提樹の並木道であり、中には巨大な老木もある。

### 自治体の構成

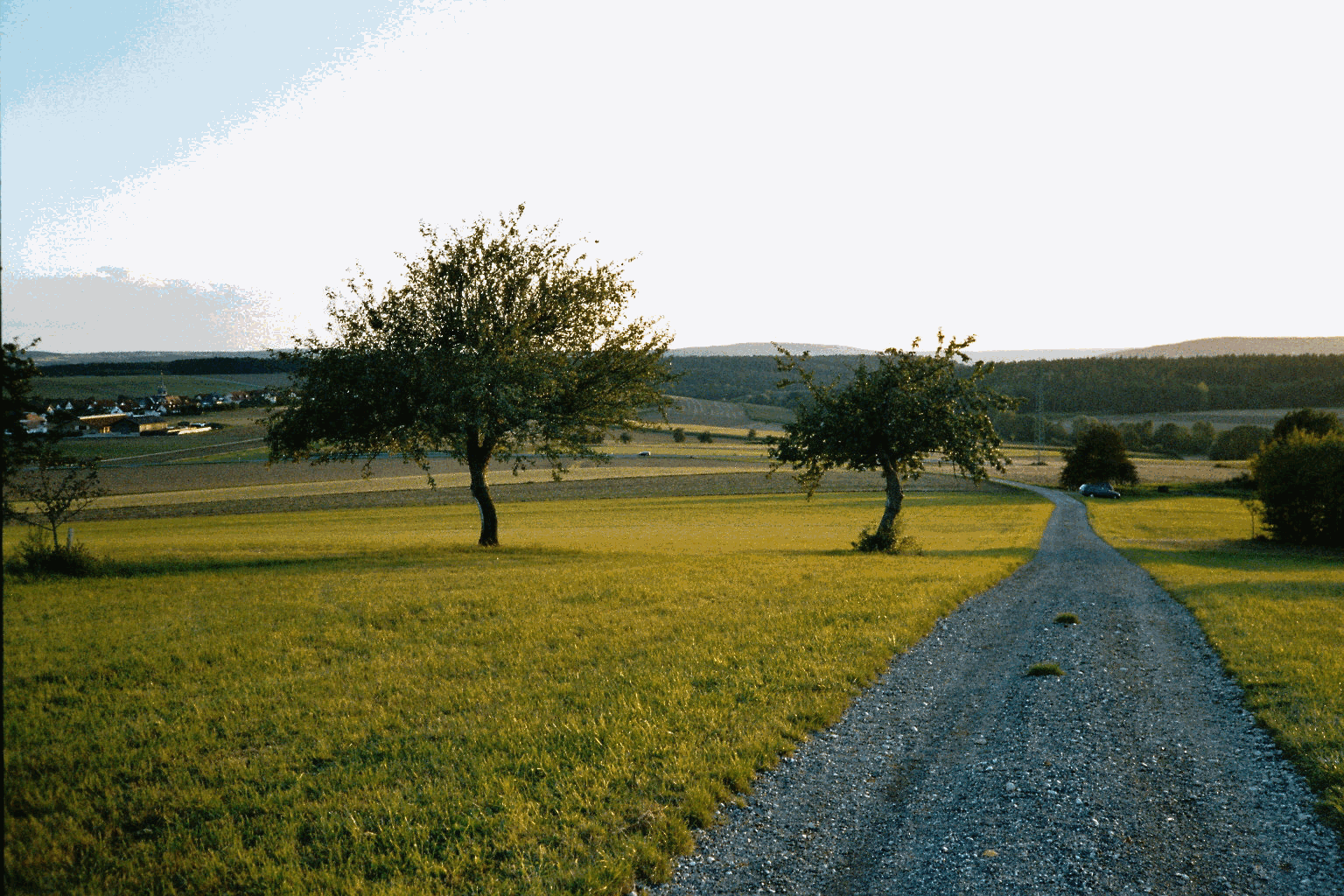
左手遠景にヴァルンスドルフを望む

この町は、公式には8つの集落からなる。
- アムリングシュタット
- ガイスフェルト
- レーステン
- ミステンドルフ
- ロスドルフ・アム・フォルスト
- シュトルレンドルフ
- ヴェルンドルフ
- ツェーゲンドルフ

## 歴史
ニュルンベルクに仕える貴族トックラー家が16世紀にシュトルレンドルフのトックラーホーフをその所領とした。1348年にはすでに、森での養蜂業がこの村の経済的に重要な産業となっている。シュトルレンドルフは、バンベルク司教座領となっていた。1803年帝国代表者会議主要決議によってバイエルン領となった。バイエルン王国の行政改革の時代、1818年の自治体令により、現在の自治体が形成された。

### 人口推移
この地域の人口は、1970年 5,736人、1987年 6,489人、2000年 7,846人であった。

## 首長
首長は、ヴォルフガング・デーゼル (CSU)である。

## 引用
1. ↑  https://www.statistikdaten.bayern.de/genesis/online?operation=result&code=12411-003r&leerzeilen=false&language=de Genesis-Online-Datenbank des Bayerischen Landesamtes für Statistik Tabelle 12411-003r Fortschreibung des Bevölkerungsstandes: Gemeinden, Stichtag (Einwohnerzahlen auf Grundlage des Zensus 2011)
2. ↑  Bayerische Landesbibliothek Online